# Rue Blainville
La rue Blainville est une voie située à la limite du dans le quartier du Val-de-Grâce et quartier de la Sorbonne du 5e arrondissement de Paris.

## Situation et accès
La rue Blainville est accessible par les lignes 7 et 10 aux stations Place Monge ou Cardinal Lemoine.

## Origine du nom
Elle porte le nom du zoologiste Henri-Marie Ducrotay de Blainville (1777-1850).

## Historique
Située sur l'ancien tracé de l'enceinte de Philippe Auguste, cette voie s'est tout d'abord appelée « rue de la Contrescarpe Sainte-Geneviève », puis « rue de la Contrescarpe Saint-Marcel » avant de prendre le nom de « rue Blainville » en 1865 ; la partie la plus basse de la rue de la Contrescarpe a contribué à créer la rue du Cardinal-Lemoine.

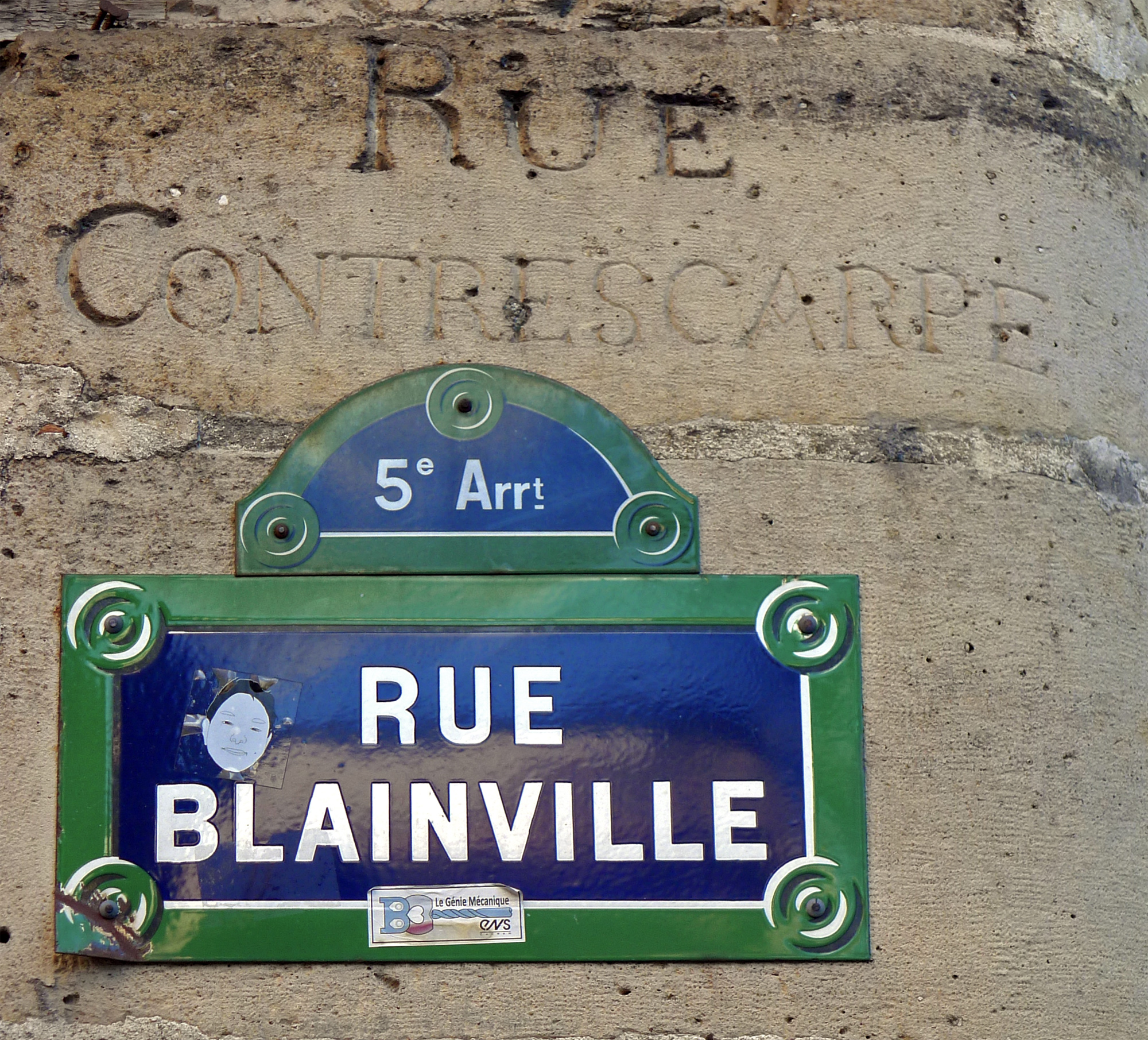
Ancienne appellation.
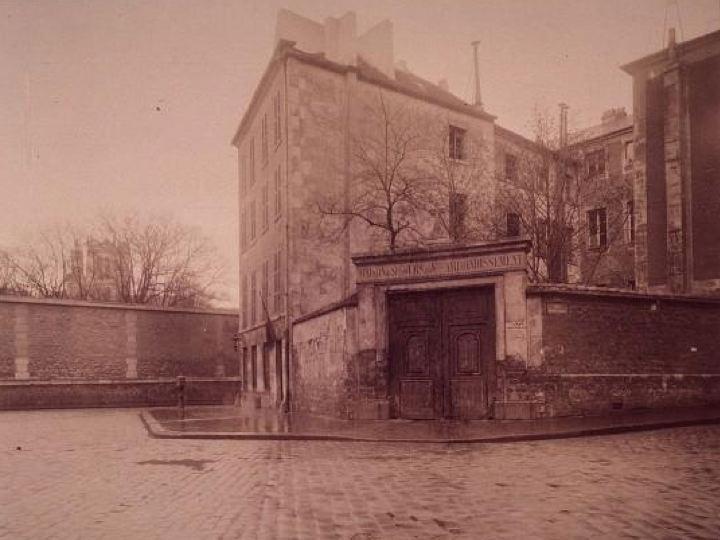
La rue (celle de droite) en 1901 (photographie d'Eugène Atget).

## Bâtiments remarquables et lieux de mémoire
- Au no 7 se trouvait l'imprimeur-lithographe Aimé Cochet, puis à partir des années 1890 l'imprimerie Ménétrier spécialisée en chromolithographie ; de 1908 à 1909, s'y trouve également l'atelier de l'Abbaye de Créteil, phalanstère fondé par les écrivains Georges Duhamel et Charles Vildrac en 1906, après que la maison de la rue du Moulin à Créteil a fermé en janvier 1908[2].